# Phoradendron pachyphyllum
Phoradendron pachyphyllum är en sandelträdsväxtart som beskrevs av Trelease. Phoradendron pachyphyllum ingår i släktet Phoradendron och familjen sandelträdsväxter. Inga underarter finns listade i Catalogue of Life.